# Eurail
Eurail Group G.I.E. – międzynarodowe przedsiębiorstwo kolejowe odpowiedzialne za zarządzanie i marketing biletów kolejowych na przejazdy wielokrotne po 31 krajach europejskich: Interrail Pass i Eurail Pass. Siedziba spółki znajduje się w Utrecht, w Holandii.

## Historia
Założone w 2001 roku, przejęło od przewoźników koordynację ofertami biletowymi istniejącymi odpowiednio od 1959 (Eurail) i 1972 roku (Interrail). Eurail Group G.I.E. stanowi własność 35 przewoźników kolejowych.

## Działalność
Eurail Group G.I.E. angażuje się w działalność społeczną. Kilkukrotnie organizowała akcję European Rails of Peace, w ramach której fundowała bilety dla ubogich studentów z krajów bałkańskich.
W 2018 roku Komisja Europejska nabyła od Eurail Group G.I.E. 15 tysięcy biletów Interrail Pass w ramach inicjatywy DiscoverEU. Projekt polegał na rozdaniu młodzieży kończącej w 2018 roku 18 rok życia biletów kolejowych na przejazdy wielokrotne po Europie.

## Produkty

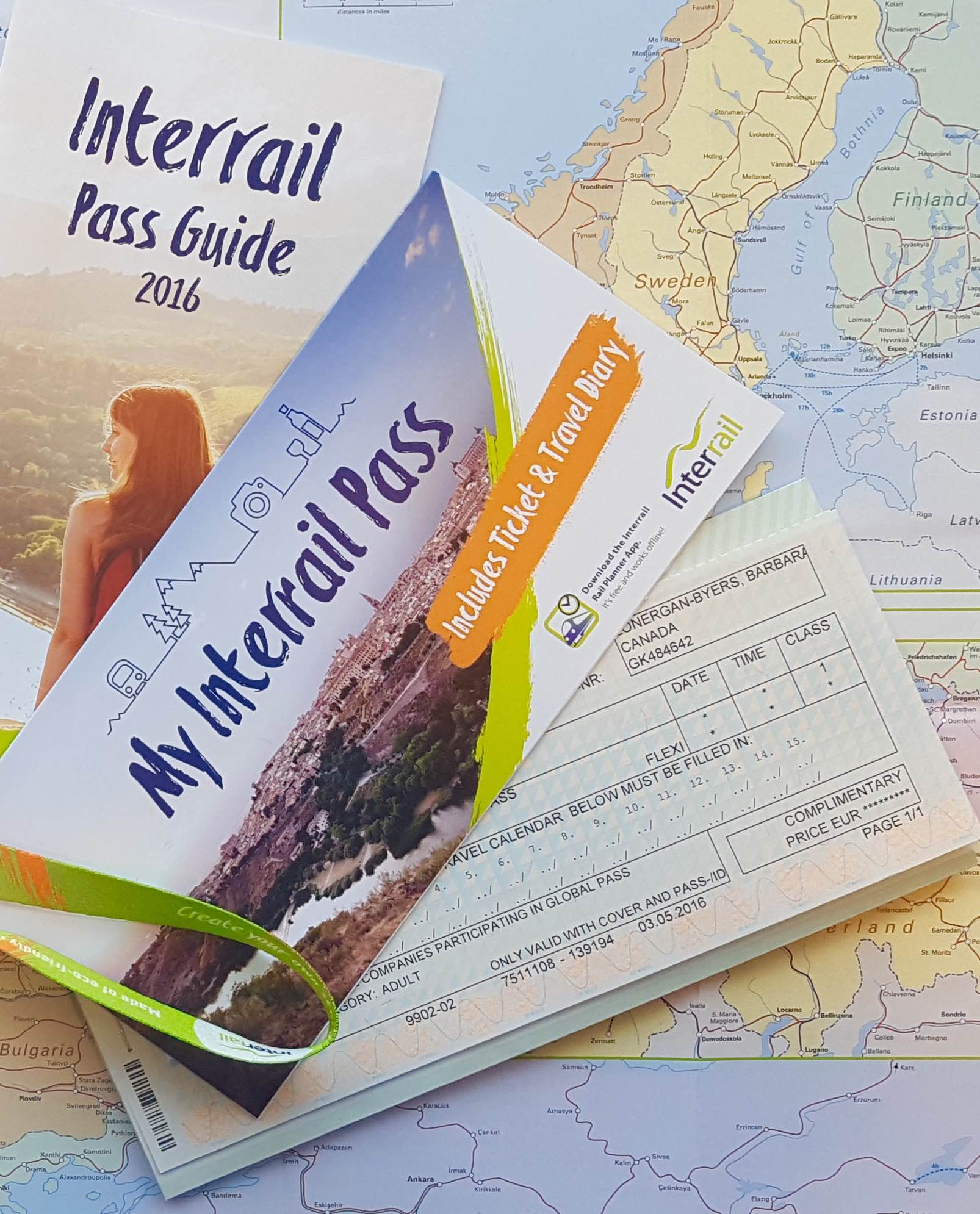
Interrail Pass z okładką, mapą i przewodnikiem

Bilety Interrail Pass i Eurail Pass są ważne w 31 krajach uczestniczących w ofercie. Interrail Pass jest przeznaczony dla obywateli i rezydentów europejskich, a Eurail Pass dla zamieszkałych poza Europą.
Bilety są honorowane przeważnie u kolejowych przewoźników narodowych oraz u nielicznych przewoźników prywatnych.
Warianty biletów są zmienne na przestrzeni lat. Obecnie (2019) bilety występują w wersji One Country Pass, umożliwiające podróż w jednym kraju (np. Eurail Poland Pass) lub pakiecie krajów (np. Eurail Benelux Pass), bądź Global Pass, ważne u każdego z uczestników oferty. Bilety występują w wersji Continuous (kilkanaście-kilkadziesiąt kolejnych dni) i Flexi (konkretne wybrane dni).
Bilety są imienne. Nabywca otrzymuje bilet w obowiązkowej okładce z dziennikiem podróży, mapę oraz przewodnik. Po wykorzystaniu bilet i okładkę należy odesłać do Eurail Group G.I.E. dla rozliczenia biletu między przewoźnikami, wysyłka jest premiowana dla podróżnego gadżetem.
Kraje objęte ofertą: Austria, Belgia, Bośnia i Hercegowina, Bułgaria, Chorwacja, Czarnogóra, Czechy, Dania, Finlandia, Francja, Grecja, Hiszpania, Holandia, Irlandia, Litwa, Luksemburg, Macedonia, Niemcy, Norwegia, Polska, Portugalia, Rumunia, Serbia, Słowacja, Słowenia, Szwajcaria, Szwecja, Turcja, Węgry, Wielka Brytania, Włochy.
Sprzedaż biletów prowadzą: Eurail Group G.I.E. poprzez portal internetowy (wysyłka kurierska) oraz pośrednicy: przewoźnicy, zrzeszenia przewoźników i partnerskie biura podróży.